# تقی‌آباد (آرادان)
تقی‌آباد روستایی در دهستان یاتری بخش مرکزی شهرستان آرادان استان سمنان ایران است.

## جمعیت
بر پایه سرشماری عمومی نفوس و مسکن در سال ۱۳۹۵ این روستا بدون جمعیت بوده‌است.